# 祖魯戰爭
祖魯戰爭發生於1879年，是大英帝国與祖魯王国之间的戰爭。战争爆发后一开始，战争就因几起大规模流血冲突而引起人们的注意，也因此成为英国在那一地区殖民主义统治的标志性事件。战争终结了祖鲁作为独立国家的历史。

## 背景
1862年，乌姆汤加（英語：Umtonga），塞奇瓦约的一个兄弟，祖鲁王姆潘德之子逃往乌德勒支（英語：Utrecht）地区，塞奇瓦约于是在边境线上集结了一支大军。根据之后布尔人的说法，当时塞奇瓦开出条件，割让一块沿着边境线的土地给这些农民，以换取他们交出乌姆汤加。在得到乌姆汤加不会被处死的保证后，布尔人接受并执行了这项交易。姆潘德因此在1861年签署了协定，将这片土地转交给布尔人。这片土地的南部边界从布法罗（英語：Buffalo）的羅克渡口一直延伸到蓬戈拉河（英語：Pongola River）。
1864年边境的标记被放置，但在1865年乌姆汤加又从祖鲁兰逃往纳塔尔后，塞奇瓦约认识到他在这份协定中没有获得任何好处（因为他担心乌姆汤加可能会代替自己的位置，就像之前姆潘德取代丁冈那样)，于是导致边境标记被撤除，同时要求利登堡镇（Lydenburg）归还先前被斯威士人放弃的土地。祖鲁人宣称斯威士人原先是自己的附庸，根本无权转让这块土地。在这一年，保罗·克留格尔领导的一只布尔突击队和塞奇瓦约的军队为了争夺乌德勒支边界上的领土而交火。祖鲁人夺回了蓬戈拉河北部的领土。随后，祖鲁人先前与布尔人签订的割让协定变成了争论焦点。虽然1869年纳塔尔的实际掌权者，罗伯特·威廉·凯特，被双方所接受，但实际上调和双方争端的努力最终还是失败了。
以上就是塞奇瓦约在父亲于1873年死后成为祖鲁王国绝对统治者时的政治背景。成为统治者后，塞奇瓦约积极推进他叔叔夏卡所倡导的军事政策，甚至在给战团装备轻武器时取得了相当的成功。据说他使得居住在特兰斯凯地区的科萨人发动起义，并在他与德兰士瓦的竞争中资助了Sikukuni。他对自己人民的统治是暴虐的。例如Bishop Schreuder（一位挪威传教士）把塞奇瓦约描述为“一个有才能的人，但是冷血、自私、傲慢、残忍和虚伪，比他所有的前任都糟。”1874年，曾成功促使加拿大建立联邦的卡那封伯爵，认为应该在南非实行类似的计划。巴特尔·弗雷里爵士被作为落实此事的高级专员被派往南非。实现这个计划的障碍便是两个独立国家的出席，南非共和国和祖鲁王国。
1876年9月，一大群年轻女子被屠杀（因为她们没有接受塞奇瓦约的安排嫁给一群年长男子，而是自己选择了同龄男子）导致了纳塔尔政府的强烈抗议，并占领政府通常倾向于以屈尊俯就的态度看待被征服的非洲民族的事务。塞奇瓦约和德兰士瓦见由于边境线纠纷所造成的紧张关系依然持续着。西奥菲勒斯·谢普斯通爵士，塞奇瓦约把他尊为自己的朋友，在关于边界争论的问题上支持了塞奇瓦约，但在1877年他带领一小股军队深入德瓦士兰并劝说当地布尔人放弃独立地位。谢普斯通成为了德瓦士兰的行政官，因此开始从另一个角度看待边境问题。

## 最后通牒
1878年2月纳塔尔副省长指定了一个委员会去考察边境问题。委员会的报告于7月发出，得出了一个完全有利于祖鲁人的结果。当时的高级专员巴特尔·弗雷里爵士，认为这次判决对布尔人一方完全是不公正的，自作主张规定在给祖鲁人的那片土地中，布尔人离开时需得付给补偿，未离开时应该获得保护。塞奇瓦约现在发现没有人能在纳塔尔解救约翰·威廉·科伦索被英国人视为沉浸在“挑衅情绪”中，并纵容祖鲁人在纳塔尔和德瓦士兰边境的暴行。
七月下旬至九月发生了三起独立的事件，在八九月的时候弗里爾抓住这些事作为自己引起上级注意的借口。头两件事是关于Sihayo kaXonga的两个妻子逃入纳塔尔，她们后来被他的兄长及儿子们逮获及处死，整个事件被描述如下：
“Sihayo酋长的一个妾离他而去逃往纳塔尔。  她（于1878年7月28日）被Sihayo酋长之子Mehlokazulu和他的哥哥在她所躲藏的一个围着栅栏的村落抓住，并押解回祖鲁兰，并在那儿依照祖鲁王国的法律被处决...”
“一个星期之后同一个年轻人（即酋长之子），和他的其他两个兄弟及一个叔叔，以类似方法捕获了Sihayo的另一个逃亡的妾，以及与她一同逃亡的一名青年男性。这个女人被押送回国，等待死刑的惩罚;她的男伴的所为虽然在祖鲁人眼中同样是犯下应该被处死的不可饶恕的罪行，却由于身处英国领地免受伤害，祖鲁人没有动他一根毫毛。”
第三件事发生在九月，两名男子在图盖拉河（Thukela River）靠近中部渡口的一个砂坝突然被拘捕。弗里爾向殖民大臣希克斯‧比奇爵士描述了这个事件：
“史密斯先生，殖民地工程局的一个测量员，当时正在履行检查通往图盖拉道路的职责，在吳士禮爵士几年以前下命令建造的白金汉堡垒附近，由邓顿先生（一个居住在白金汉堡的商人）陪伴，穿过图盖拉走向一个浅滩。溪流非常低，在祖鲁人那边的河畔之下流淌，但他们一直走在河的这一边，并没有越界，直到他们被15到20个携带武器的祖鲁人包围，并被囚禁，他们的马也被祖鲁人没收，虽然它们也是走在河流靠近纳塔尔的这一边。他们并在一段时间里被粗暴对待及恐吓威胁；虽然最后他们在一位首领的要求下被释放并允许离开。”
这些本身并不足以作为发动一场对祖鲁人入侵的可信依据。而且，亨利·布尔沃爵士（Sir Henry Bulwer）自己起初也不认为塞奇瓦约应该对抓捕和杀害那两名妇女负责，很明显那并不是一个政治举措。
“我已经向祖鲁王提出交涉，告知他的臣民在纳塔尔犯下的残暴而令人发指的罪行，要求他按照殖民地的法律，交出政府所要求的罪犯，Sirayo的两个儿子Mehlokazulu和Bekuzulu的帮凶，他二人是这一行人的领头者。”
塞奇瓦约轻描淡写的处理了这次申诉，回答：

“塞奇瓦约十分抱歉，不得不承认Umlungi带来的消息是真实的，但他恳求我不要主动负起责任鉴于他眼中纳塔尔政府的所作所为，像Sirayo儿子们的行为他只能归因于一次轻率的举动，男孩们热心于保卫他们父亲的家庭而没有考虑到这样做的后果。塞奇瓦约承认他们应该受到惩罚，而且他派遣了他的一些使者，这些使者都会遵从Umlungi和他的言论。塞奇瓦约在此声明他的臣民的任何行为都不能使得他抱怨夏卡家族的长辈。”
我们应该注意一点，最初纳塔尔副省长向塞奇瓦约提出的抗议是请求祖鲁人交出罪犯。这种请求后来被亨利·弗里尔爵士（Sir Henry Frere）转化为一种强硬的要求：
“除了祖鲁人可能的普遍期许之外，最我来说似乎一支武装力量穿过明显而广为人知的边界线将两个落难妇女逮捕在英国领土之内，而将她们随意带回国处决，并对纳塔尔警方的抗议投以轻蔑的漠视，是一次对大英帝国领土权的不容忽视的亵渎和践踏，如果不按副省长的要求顺从的进行道歉并赔偿损失，并将两名主犯付诸正义的判决，那么有必要像祖鲁王发出最后的通牒，其后果是终结两个邻国的和平共处。”
在这份急件中最后通牒被第一次提及。弗里尔和布尔沃爵士的深入交谈并广泛交换意见后，决定与祖鲁国王的代表安排一次会谈。这次会谈的表面原因是委员会所下达的关于边界问题的裁决所说明的内容。实际上，英国人准备趁机向祖鲁王下达最后通牒。
最后通牒下达时,Sihayo两个儿子所犯下的罪行以及史密斯和邓顿之被虐待仅仅是理由的一部分，当时还有几个其他论点被提出。这些理由的其中之一是塞奇瓦约公然违背了1872年在国王加冕礼时对谢普斯通许下的承诺。这个闹剧般的加冕典礼完全只是为了满足谢普斯通的愿望，对祖鲁人来说毫无意义。实际上他在几星期前就已经获得加冕，那时他已经被他的祖鲁族长所认可和称赞。
最后通牒中还附加了一个要求（几乎是最后才想出的），即要求祖鲁人交出Unbilini kaMswati。Unbilini是一个斯威士国王的儿子，他在与兄长争夺王位继承权时失败，结果被自己的国家放逐。他成功寻求了庇护，塞奇瓦约把他安置在地处西祖鲁兰的Ntombe river附近避难（很有可能塞奇瓦约是想把他作为自己和布尔人在德瓦士兰问题上的筹码）。Umbelini开始在特弗堡山，一座可以俯瞰河流的平顶山上长期居住。有几分类似山贼，Umbelini经常袭击这一地区的人，不论布尔人或祖鲁人，并擅自扣留牛群和俘虏。兼并德瓦士兰后，英国人不得不和Umbelini打交道。而且，弗里尔确信这个土匪头目获得了祖鲁国王的资助，因此最后通牒里摆明要求交出他。布尔沃爵士所写的备忘录中，专门有一段谈到Unbilini：
“国王说Umbilini已经给他找了不少麻烦并否认了Umbilini的行径，声称Umbilini已经离开了祖鲁并回去与他的哥哥（现任酋长）争夺斯威士首领的地位，而且如果他被送回来马上就将他杀掉。但是没有任何迹象表明国王以任何方式惩罚过他，正相反，可以肯定的说即使Unbilini的所作所为并不是根据塞奇瓦约的明确命令，他也明白他做出那些事肯定会得到国王的默许。”
弗里尔被指责欺骗，他通过利用信件来往于南非及伦敦的时间之长在自己上级面前隐藏自己的意图，或至少推迟给他们必要的信息直到他们做出行动已经太迟。他在1878年10月14日写给希克斯·比奇的私人信件中首次对大不列颠帝国政府暗示了他像祖鲁人提出强硬要求的企图。但那封信直到11月16日才到达伦敦，那时使者已经被从纳塔尔派往祖鲁国王那儿要求祖鲁派一个代表团在12月11日出席以接受边界问题委员会的裁决。若希克斯·比奇当时立马发出电报明确表示禁止任何举动，除了宣告边境问题的判决，它可能已到达了南非刚好能及时的防止最后通牒的提出——但仅仅是刚刚好。然而，没有禁令被发出，也几乎不可能指望有，因为希克斯·比奇得知发出通牒的事件已经处在最后一刻蓄势待发也不可能有其他办法。弗里尔的信件中没有一处预示他将多快行动，也没有一处暗示他的要求有多么的严厉。
希克斯·比奇早先曾向首相诉过苦，承认自己在关于弗里尔举动的问题上的无助：
“我已经尽我所能向B·弗里尔爵士在私下里和在正式渠道都表达了这个观点（不首先挑衅）。但是我没办法在没有电报机的情况下真正控制他（我也不知道即使我有电报机时是否能控制他）。我觉得很有可能他现在已经在与祖鲁人的战争中了。
据信弗里尔想要挑起与祖鲁人的冲突，他的这个目的达到了。塞奇瓦约拒绝了12月11日提出的要求，在年底之前都没有给答复。1879年1月11日英国人作出了让步，一般认为在那之后战争的气氛已经形成。

### 最后通牒的条款
下面是1879年12月11日于图盖拉河畔交给塞奇瓦约国王排来的代表至最后通牒包括的条款。第4条被要求立即服从，第1至3条则要求在20天内达成，也就是12月31日之前（包括这一天）；其余的条款（第5至13条）则被允许再晚10天达成。最短的限期后来被更改了，所有条款都限定于1879年1月10日前达成。
1. 将Sihayo的弟弟及两个儿子送交纳塔尔法庭。
2. 為所犯暴行及塞奇瓦約在交出罪犯的拖延態度上，繳納五百罰金。
3. 为虐待史密斯和邓顿先生缴纳一百罚金。
4. 按照德兰士瓦政府的要求交出Umbilini及其手下。
5. 遵守加冕礼许下的承诺。
6. 解散祖鲁军队，允许军人们返乡。
7. 废止祖鲁军事体系，其他被采用的军事规章必需在与不列颠代表和大政务会协商之后才能决定。
8. 每一个男子在成年之后享有婚姻自由。
9. 所有直到1877年仍然居住在祖鲁兰的传教士以及他们的皈依者，将被允许回到他们的岗位。
10. 所有这样的传教士将被允许传教，他们选出的祖鲁人有聆听他们传教的自由。
11. 一个英国代理将被允许居住在祖鲁兰，他将监视上面几点的落实情况。
12. 所有涉及传教士和欧洲人的争端，必需由国王在公众面前听取。
13. 不准在祖鲁兰执行任何驱逐令，除非得到居民的认可。

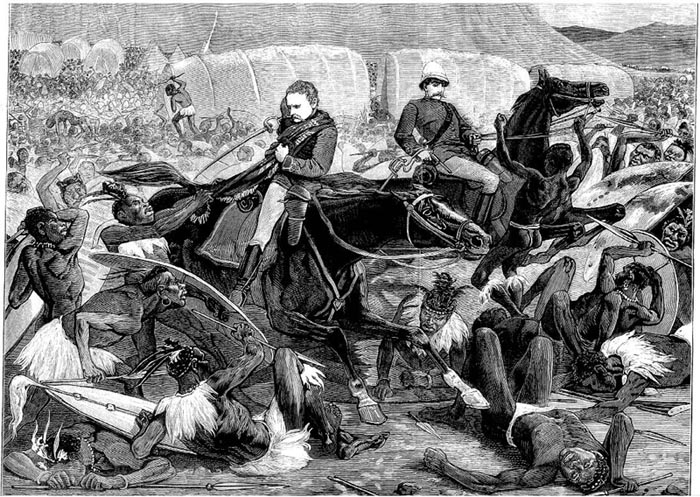
伊散德尔瓦纳之战

## 英军的入侵
塞奇瓦约没有给出任何回应，1879年1月，一支由中将弗雷德里克·奥古斯塔斯·泰思哲，第二代切姆斯福德男爵领导的英国军队开始入侵祖鲁兰，在没有英国政府批准的情况下。切姆斯福德男爵率领这一支由5000名欧洲人和8200名非洲人组成的大军，后面3000人是在防守纳塔尔边境时雇佣的，另外1400名欧洲人和400名非洲人曾经驻扎于乌德勒支区。三个准备侵略祖鲁兰的纵队分别向图盖拉下游的罗克渡口和乌德勒支进发，他们的目标是祖鲁王室所在的Kraal（南非土著的一种带栅栏的村落），乌伦迪。
塞奇瓦约的军队整整有40000人之多。三个纵队的进入没有遇到任何阻碍。1月22日，由罗克渡口调来的中央纵队（由1600名欧洲人，2500名非洲人组成）在伊散德尔瓦纳附近扎营；在那天早晨切姆斯福德男爵将他的军队分开，把其中一些人组成了一个侦查队。当他离开陆军中校亨利·普雷恩（Henry Pulleine）负责的营帐后（通常认为一位陆军上校安东尼·邓福德在指挥，但新的资料显示并非如此），发现强大的祖鲁军队有将近20000人时十分震惊。切姆斯福德之前拒绝设立防御性的营帐并忽视了祖鲁大军就在眼前的报告，决定了此时后悔为时已晚。其后发生的伊散德尔瓦纳战役,中央縱隊遭到優勢祖魯大軍來自三個方向的猛攻而潰滅，普雷恩中校與800名歐洲士兵陣亡，是在整个战争中祖鲁王国赢得的最大的胜利。在其之后，大约3000人的祖鲁预备队在罗克渡口后的边界线上演了一场奇袭，但在10小时的惨烈战斗後被一小群死守陣地的英軍击退。
当切姆斯福德指挥的英军中央纵队被战争弄得焦头烂额时，沿着河岸行军的右翼纵队在查尔斯·皮尔森上校的率领下渡过了图盖拉河，与试图在因耶赞恩河（Inyezane River）设下埋伏的祖鲁战团发生了小规模冲突，向已经荒废的艾斯豪（Eshowe）传教站前进，他准备在那儿构筑防御工事。由于之前伊散德尔瓦纳的灾难，皮尔森吸取了教训，撤退到离图盖拉河较远处。但是当他还没决定是否把计划付诸实施之前，祖鲁军队设法切斷了英军的补给线，于是艾斯豪之围（Siege of Eshowe）开始了。
此时，伊夫林·伍德（Evelyn Wood）上校指挥下的左翼纵队，最初承担了占领西北部祖鲁兰的部落并防止他们阻挡中央纵队向乌伦迪进发的任务。到最后伍德在Tinta部落设立了营帐，仅仅在霍洛本山（Hlobane mountain）以南十公里处，在那山上驻扎着4000人的祖鲁军队。他计划在1月24日主动攻击他们，但当知晓了伊散德尔瓦纳的惨败后，他决定撤回Tinta部落。这样在英军入侵后的一个月，仅仅只有左翼纵队还保持军事活力，而且也没有足够实力单独发起一场战役。

### 再次入侵
塞奇瓦约从未意图入侵纳塔尔，他仅仅只是想在祖鲁王国的边境线之内打一场防御战。切姆斯福德用接下来的两个月里整编出一支崭新的遠征军，起初打算在艾斯毫援助皮尔森。英国政府匆忙调了七个团去援助纳塔尔，连同两个炮兵中队。
在这期间（3月12日），一支向龙堡（Luneberg）前进的物资护卫队被歼灭，所有物资丢失。
第一支援军于3月7日到达德班（Durban）。3月29日，一支由3400欧洲人和2300非洲人组成的纵队，在切姆斯福德的率领下行军去援助艾斯毫，每晚都安营扎帐。
切姆斯福德吩咐伊夫林·伍德的军队（由斯塔福德郡志愿军及布尔人组成，共650人）去偷袭霍洛本的祖鲁要塞。中校雷德弗斯·布勒（Redvers Buller）司令官，在3月28日指挥发动了霍洛本之战（Battle of Hlobane）。然而一支26000人的祖鲁主力及时赶到以援助被围的要塞，英国士兵被打散了。
除了非洲分遣队的损失之外（那些没有战死的也溃散了），那些被使用的400名欧洲人中伤亡人数有100人之多。
第二天25000名祖鲁战士在坎布拉袭击了伍德的营帐（里面有2068人），显然并未得到塞奇瓦约的允许。在坎布拉战役中，经过5小时激战，英军抵挡住了攻击，祖鲁人撤退。英军损失总计29人，而祖鲁人损失了大约2000人。这场战斗成为了一次决定性的战役。
当伍德的军队忙的一塌糊涂时，切姆斯福德的纵队正向艾斯毫推进。在4月2日这只军队在途中于金津德腊弗（Gingingdlovu，在祖鲁语中意为“吞象者”，而对英国人却意味着“陷阱，陷阱，我爱你”）被伏击，然而他们成功的把祖鲁人击退。祖鲁人的损失大概有1200人，但英军仅仅只有2死52伤。第二天他们救出了皮尔森的人。4月15日他们从艾斯毫撤退。在那之后祖鲁军队将艾斯毫夷为平地。

## 祖鲁的战败
新的开始看起来并没有什么前途。尽管他们在坎布拉、金津德腊弗和艾斯毫取得了胜利，但实际上他们已经撤退回他们一月时发起进攻的位置。然而切姆斯福德抓紧时间进军有一个要紧的目的，嘉内德·沃尔斯利爵士被派来顶替他的位置，他想要在那之前彻底击败塞奇瓦约的军队。随着更多援军的到来，切姆斯福德重组了他的部队并于六月重新发起进攻。
英军早期阵亡人员的其中之一是法国君主的一个流亡的继承人，拿破仑·欧仁皇子，他自愿在英军服役，在6月1日的一次外出侦查时被杀。
塞奇瓦约，当得知了补充了援兵的英国人将是一个强大的对手后，尝试缔结和平协定。然而，切姆斯福德知道沃尔斯利马上就要赴任，没有心情进行和平谈判，而且加速向祖鲁首都乌伦迪进军。6月4日大军抵达乌伦迪，塞奇瓦约的部队被彻底打败。

## 战争之后
在这次战役之后祖鲁军队溃散，绝大多数领军的酋长投降，塞奇瓦约变成了逃亡者。8月28日祖鲁王被俘获并送往开普敦。（据说侦察兵认出了国王的运水员，因为他们与众不同，把水罐高举头顶而不是贴近头部）。他王位的被废被正式宣告给祖鲁人，沃尔斯利为殖民地政府草拟了一份新的计划。夏卡王朝终结，整个祖鲁领土被分给了十一名祖鲁首领，包括塞奇瓦约和他的一个儿子乌西贝普，约翰·邓恩，一位白人探险家，以及Hlubi，一位在战争中表现出色的巴苏陀人酋长。
弗里尔被委派到开普敦到一个次要职位上就任。
英国政府指定了一名驻外公使与众酋长交流，这个举措没能防止流血冲突和骚乱。1882年，英国政府决定恢复塞奇瓦约的权利。然而，就在此时，部族间的不和已然造成，一方支持乌西贝普酋长和哈穆（Hamu），另一方支持现任国王和他的家族。塞奇瓦约阵营（现在被称作Usutus）在两个酋长手中遭受严重的打击，他们背后有一伙白人freebooters（一种远征他国煽动暴乱的非正规军）撑腰。
那时塞奇瓦约已经复位，乌西贝普被留在他所占有的领土之上，而邓恩和巴苏陀酋长的属地（即图盖拉河与Umhlatuzi之间的国土，与纳塔尔接壤）组成了一块保留地，这个区域是为那些不愿效忠复位的国王的祖鲁人准备的。这个新的安排被证明没太大用处，与沃尔斯利的方案一样。乌西贝普组建了一支受过良好训练、装备精良的军队，把它独立驻在塞奇瓦约领土的边境线上，这令他从前的国王十分不快，塞奇瓦约渴望好好修理一下他的血亲。一场冲突很快发生了，乌西贝普的部队取得了胜利。1883年7月22日，在布尔雇佣骑兵队的带领下，他发动了一次对乌伦迪的突袭，并对那儿没能及时逃命的居民（包括妇女）进行了大屠杀。祖鲁王逃脱了，虽然负了伤。他在梅尔莫斯·奥斯本（Melmoth Osborn）爵士的请求下移居艾斯毫，不久就在那儿死去。

## 稍后祖鲁人的反抗及甘地的参与
|                            | 在殖民地的这些不幸时光里，什么是我们的职责？我们不是去评论蛮族们的反抗是否正义。我们之所以在纳塔尔是由于英国的力量。我们的存在完全由它所决定。所以我们的责任是（向英国人）提供尽可能的帮助。 |
| ——莫罕达斯·卡拉姆昌德·甘地 | |

英祖战争之后，英国人被劳动力匮乏的问题所困扰，因此把附加税强加在土著们身上以强迫他们加入劳动力市场。这引发了祖鲁人在1906年对英国人的反抗，今天被称之为巴姆巴萨叛乱。甘地积极鼓励英国人组织一支由印度人组成的武装部队去帮助他们镇压祖鲁人。他通过自己在古吉拉特报纸上撰写的专栏文章激励居住在南非的印度人加入战争。.他的作战于1905年晚期开始，那时他以印度人的观点写了《一个印度志愿军团》，里面讲到：“只有当政府意识到什么后备力量被弃置不用，他们才会使用它并给印度人在实际战斗中彻底锻炼的机会。”. 
他的理论就是一开始印度人可以作为志愿者参加英国军队，而后英国人会感到之前志愿者们的力量被浪费了，他们会自动将这些后备力量投入到武装训练和战斗中去。甘地提及非洲土著时使用了一种贬损的语气并把他们称为“Kaffir”（野蛮人），用他自己的话说-“布尔政府用把印度人与野蛮人相提并论的方式来侮辱他们。现在没有机会再继续这样一种侮辱了。这个论点似乎是无可辩驳的。”.甘地完全支持大英帝国粉碎祖鲁人的反抗，无论采取什么样的手段。
甘地的救护队救治祖鲁伤员，而英国的不会，这可能曾是他的动机。

## 影视作品和遊戲中的祖鲁战争
根据祖鲁战争改编的电影有：基于罗克渡口战役的《战血染征袍》（Zulu，1964年），以及涉及伊散德尔瓦纳战役的的《天摇地摆震山河》（Zulu Dawn，1979年]]）。还有一部滑稽剧，蒙提·派森的《脫線一籮筐》（The Meaning of Life，1983年)還有Roblox裏的《Zulu war》

## 对祖鲁军队的分析和评价
1879年的英祖战争的进行与众多其他非洲的殖民战争颇为类似。相似的是，用小规模的专业的以现代化的步枪大炮武装的英国部队，以及从本地同盟者中征召的本土人去对抗那些进行顽强反抗的土著人军队，但到最后土著们会屈服于密集的炮火。祖鲁战争也是如此。但是祖鲁人出人意料的赢得了一场胜仗，这场令人震惊的胜仗是土著人对殖民者的反抗中最大的胜利之一。这场战争也使欧洲敌人看到了许多极其突出的英勇行为。他们赢得了英国人的尊敬，一个罗克渡口战役的守军士兵曾经用讥讽的口吻说道“他们来了，黑压压的一大片”从某种意义上讲侧面反应了土著战士的强大力量。吉卜林在诗中不敬的将他们称为“卷毛种”，然而却承认“虽说是蛮族异教徒，却是一级战斗员”。
祖鲁人的抗争持续的吸引了一代又一代研究者和战争爱好者为之着迷，它不止在大量的书籍文章中被描绘，而且有许多流行电影以此为题材，与那些更大的土著人胜利相比尤其如此，比如埃塞俄比亚人抗击意大利人的阿杜瓦战役，以及阿卜杜·克里姆领导柏柏尔人在摩洛哥抗击西班牙人的战斗。人们对祖鲁人的关注和兴趣表现在许多方面，从一种耐用的苏格兰渔船的命名，到字母"Z"的北约军用代码（NATO code），到新奥尔良马蒂‧格拉斯，四月斋前的最后一天 （页面存档备份，存于））节的舞者和节日司仪，再到对城市嘻哈爱好者团体的称呼。这些例子充分说明了祖鲁军队在一个世纪之后仍然保持着某种潜在影响力。

### 夏卡的军事改革
祖鲁人各部落之间的战争都非常仪式化，直到冷酷的酋长夏卡上台。他进行了一系列改革，使得祖鲁从一个羸弱的小部族一跃成为南非东部的主要地区霸权。夏卡的这些革新都不完全是无中生有的创造出来的，也不大可能归因于南方几百英里的欧洲军队演练的影响，亦无法排除潜在的环境力量如干旱或人口过剩的推动作用。夏卡的前任丁吉斯瓦约就曾发起一系列扩张性变革，这些变革是祖鲁君主的传奇最初出现的原因。夏卡继续了这种扩张，只不过是以一种更直接更猛烈的方式。
夏卡在设计他的军事重组上做了重要工作。那些地方部队被收编的年长的部落首领在地区事务上保持了一定的影响力，并有资格成为ibandla（一种国家咨询委员会）中的一员。一些可畏惧的族长（izinduna）比如Mdlaka，一个强有力的首领，以及夏卡被刺杀前最后一次向北远征的队长，以及几个年长者的出席，有经验的战士如Mnyamana和Tshingwayo（他俩比夏卡都长命且见证了伊散德尔瓦纳祖鲁战团的胜利，Tshingwayo还曾又部分指挥权）都曾出谋划策，使得他们可畏的主人夏卡保持良好状态。不过主流观点认为夏卡启动了最重要的变革。另外，整个时期军事指挥权的实际问题无疑在祖鲁战争机器的运作上扮演重要角色。
夏卡关于战争的观念与以前的仪式化相去甚远。他寻求一种迅猛而血腥的战斗方式，反对单个的战士进行决斗、分散的袭击和无关痛痒的小冲突，在那些冲突中伤亡通常较低。当他的指导人和最高之主丁吉斯瓦约在世时，夏卡的方法还不是那么极端，这个障碍的消除给了祖鲁酋长夏卡更广的余地。在他的统治之下部族战争以一种严酷的多的模式进行。这种残忍的战争模式决定了武器、组织及战术的变革。

#### 武器装备
夏卡将传统武器引入了一个全新的方向，他使祖鲁人放弃了老式的细长投掷武器，而开始使用一种短而重的用来刺的矛。据说他还同时引入了一种大而重的牛皮盾，这使得他的军队在与敌人近身肉搏时能发挥更大效率。投矛的型号也被标准化，当祖鲁人临敌近战之前，这些投矛会被大量倾泻而出。这些武器改革本身并不具有什么特别的重要性，但是若与一种有侵略性的灵活和战术性的组织联系在一起，则会造成一种破坏性的结果。

#### 后勤保障
快速行军的部队，像所有军事编队一样，需要有补给。这些补给品为参军的年轻男子们所准备并被定量配给，有蒸煮罐、睡垫、额外的武器及其他物资。未被屠宰的牛群有时被驱策，以当作移动食品库。此外这种安排在土著的风俗中似乎非常普遍。不同的是这些做法现在被系统化和组织化，这对祖鲁人执行军事任务有非常大的帮助。

#### 龄级分组制度
各种各样的同龄人分组在当时班图部落的文化中十分普遍，而且确实在大部分非洲人中也颇为重要。按年龄分级是分配不同任务之依据，从保护营帐、放牛到某些典礼和仪式。在祖鲁文化中，习惯让年轻男子给他们当地的酋长提供一定服务直到他们结婚并被认定为正式的户主。夏卡操纵了这种制度，把习俗中为地方部落酋长服务改为侍奉自己以巩固自己的个人霸权。以年龄为基础进行分组，在西方的觀念中往往不能组成持久的军队，不过它们能够提供为持续的武装动员的一种稳定基础，特别在部落征兵或组织战团中更加如此。
夏卡把不同年龄级别编成族，并把它们安排在特别的军事“克拉尔 （页面存档备份，存于）”中，且每个组有自己区别与其他组的名字和徽章。一些历史学家认为这些大型军事组织妨礙了祖鲁人的经济生產，使得频繁的袭击和扩张成为必要。这可能是正确的，因为社会上大量男性无法从事日常所需的生產活動，而一旦资源吃紧，这种显然建立在现存部落文化基础上的社會编组制度就会使得對外征戰成為必要的活動。

#### 军队的灵活性和训练
夏卡取消了草鞋以使战士们跑的更快。最初这种移动方式并不受欢迎，但是那些反对的人都被处死，这个举措把那些可用的人的思想很快集中起来。夏卡频繁的操练他的军队，每天进行50英里以上的强制行军。他还训练他的部队执行一种特别的战术（下面将会讲到）。这种机动性的部队使得祖鲁人能够对本地的区域和周围地区施加重大影响。组团制度和军队的操练似乎在夏卡死后仍继续维持，尽管祖鲁被布尔人打败，而在1879年战争之前英国殖民者变本加厉的侵犯使祖鲁人的对外军事行动急剧缩减。莫里斯记录下了姆潘德统治下武图尔瓦纳（UThulwana）团的经历，一次对斯威士兰的袭击，被祖鲁人称为"Fund' uThulwana"，或"Teach the uThulwana（教导武图尔瓦纳）"。这可能有一些好的作用，因为数年以后，武图尔瓦纳作为伊散得尔瓦纳帮助消灭露英军营地的几个主要战团之一而大出风头。

### 战术
祖鲁人发展了一种颇具特色的编队方式，今天被称作“水牛阵”。它由以下三个成分组成：
1. "牛角"即部队的右侧翼与左翼用来包围和牵制敌人。“牛角”一般是由比较年青的部队组成。
2. "胸膛"即中央主力部队用来给予致命一击。这部分部队由战士中的精华组成。
3. "腰部"即预备队用来扩大胜利或在别处给与增援。这些部队通常由年长的老兵组成。有时这些部队被安排背对战斗以使他们不会受到过分刺激。

祖鲁人把这个战术称为畜角，在祖鲁本地语言中称作"impondo zankomo"。

#### 水牛阵战术之发展
包围战术在部落战争中并不新鲜，历史学家们发现即使在那些仪式化的战争中间包围敌人的策略也十分常见。分开调遣不同的部分以支持较强壮的中央团的用处在前机械化的部落战争中已经被许多部族所熟知，象预备梯阵的迂回一样。唯一不同的是祖鲁人高度的组织化与这些战法相结合，以及执行这些战术的速度。夏卡死后这些战术可能发生了发展改进，祖鲁人1879年抗英战争中使用的更大规模的战团可以作为一个旁证。虽然可用的人力以及敌人各不相同，祖鲁武士团在执行任务是总是会使用这套水牛阵战术模式，无论面对的是土著人的矛还是欧洲人的子弹。

#### 军队的调动
当三个支队投入包围战中时，控制必需是灵活机警的，不过分队的izinduna（领导者）会做一些协调工作，用手势或信使。这个体系十分简单，且被大多数祖鲁人很好的理解。在伊散德尔瓦纳，祖鲁人多达14000至2000人的主力部队以非凡的纪律性隐藏在一条沟壑中，当他们被英国侦查小队发现后立即跳了出来，而没有死等他们的将军深思熟虑。
祖鲁人的战术几乎不可能归功于远在几百里外的开普敦演练的英军。祖鲁人仅仅是系统化和扩展了以往的大家熟知的部落战术。实际上“预备”支队即“水牛腰”的战法来源与早期仪式化的部落战争，与指揮管制问题类似。
部队运作的相似的问题在几个世纪以来引起了相类的解决办法。军事单位领导的普遍重要性已被众人承认，以罗马战团为例，枪兵的最后一排，Triarii，有时会蹲坐或跪下，有效的阻拦部队的草率前进。祖鲁人的习惯于此相仿，战团的最后一排往往是年长而经验丰富者，他们的存在往往能起到稳住生手的效果。

### 祖鲁军队的组织与领导

#### 编组和军团
祖鲁军队总体上分为3个级别：组、由几个组组成的团、以及“军”或更大的编队，虽然祖鲁人用的这些术语并非现代意义上的。虽然规格的不同会被考虑，但任何执行任务的一组人都被叫做impi（武士团），不管是一个100人的突击队或是10000人的超大军团。人数是不统一的，这归因于各种因素包括国王的委派、各部落酋长集中起来的人力，或者地点的不同。这些人被组成军团或当地占支配地位的组，团名以召集他们的军事克拉尔命名。

#### 最高指挥及军队领导
军队领导并不复杂。一个inDuna领导一个组，而他则受地位较高的领导一个团的izinduna制约。这些izinuna则受更年长的izinduna领导，他们往往有着多年的经验。一个或几个这类更年长的酋长则能在重要任务中带领一只大军，但是祖鲁军队中没有单一的“陆军元帅”。
祖鲁军组长，与今天的无委任状长官与从前罗马百夫长，对激励士气和平时训练至关重要。这点在伊散德尔瓦纳之战中得到证明。在被英国人的枪林弹雨所覆盖时，祖鲁人的长处失效了。然而当他们自山顶往回退时，是组长的呐喊劝告战士们祖鲁国王派遣他们来不是让他们来逃跑的。由于被鼓励，战团留在了原地继续向英军施压，终于削弱了英军攻势，并使的大规模反击成为可能。（见于莫里斯的注释- "矛之雨"）。

### 祖鲁军抗英的效率评估

#### 战略和战术
超过40000名强壮，有着良好灵活性和无上自信士兵的祖鲁军队在他们自己土地上是一只强大力量，尽管他们完全没有现代武器。他们最大的长处是他们的灵活性、领导、士气和人数。他们在至少3场遭遇战中极有策略的履行了自己的职责，在伊散德尔瓦纳、霍洛本及因图姆的行动中。他们诡秘的行军方式，他们的高度纪律的伪装，虽然并不完美，但使他们对敌时保持了极好的攻击距离，在那儿他们能发现英军营帐规划的弱点。在霍洛本，他们抓住了一只在行军中的英军，这比在一般的加强的阵地好得多，部分的切断了它的后路并迫使其撤退。

### 祖魯軍隊之剖析：部份參考文獻
- Donald R Morris, The Washing of The Spears.ISBN 978-0-306-80866-1
- Ian Knight, Anatomy of the Zulu Army.
- Robert Edgerton, Like Lions They Fought.
- William MacMillian, Boer, Bantu and Briton.
- Noel Mostert, Frontiers.
- J.D. Omer-Cooper, The Zulu Aftermath.
- Lt Col Mike Snook How Can Man Die Better; The Secrets of Isandlwana Revealed
- Lt Col MIke Snook Like Wolves on the Fold; The Defence of Rorke's Drift

### 引用
1. ↑  Colenso, 1880, pp. 263–264 gives 6,669 Imperial and Colonial troops and 9,035 Native Contingent. Morris,Donald R.; Buthelezi, Mangosuthu The Washing of the Spears, Da Capo Press, 1998, p.292, gives 16,800.
2. ↑  Morris,Donald R.（1994）The Washing of the Spears, reissued: Da Capo Press, 1998, p.498.
3. ↑  Colenso, 1880, p. 396, gives British strength in April as 22,545.
4. ↑  Colenso, 1880, p.318, gives the total strength of the Zulu army at 35,000, of which 4,000 remained with Cetshwayo while the rest marched in two columns.
5. ↑  Knight & Castle, Zulu War, 2004, p.115.
6. ↑  Martineau, Life of Frere, ii. xix.
7. ↑  F.E. Colenso, History of the Zulu War and Its Origin, London, 1880, p. 196.
8. ↑  British Parliamentary Papers, C. 2222, No. 111: Frere to Hicks Beach, 6th October 1878.
9. ↑  British Parliamentary Papers, C. 2220, No. 40: Bulwer to Hicks Beach, 9th August 1878.
10. ↑  British Parliamentary Papers, C. 2220, Enclosure in No. 89: Cetshwayo to Bulwer, 24th August 1879.
11. ↑  British Parliamentary Papers, C. 2220, No. 105, Frere to Hicks Beach, 30th September 1878.
12. ↑  British Parliamentary Papers, C. 2260, Enclosure 2 in No. 6: Memorandum, 16th January 1879.
13. ↑  Hicks Beach to Lord Beaconsfield, 3rd November 1878, quoted in Jeff Guy, The Destruction of the Zulu Kingdom: The Civil War in Zululand, p. 49
14. 1 2 3  Indian Opinion, 6-1-1906, Collected Works of Mahatama Gandhi, 1905
15. ↑  Singh, G.B. . Prometheus Books. 2004. ISBN 1573929980.
16. ↑  .   [2008-05-12]. （原始内容存档于2008-05-21）. Sergeant Major Gandhi